# Dórdia Gil de Soverosa

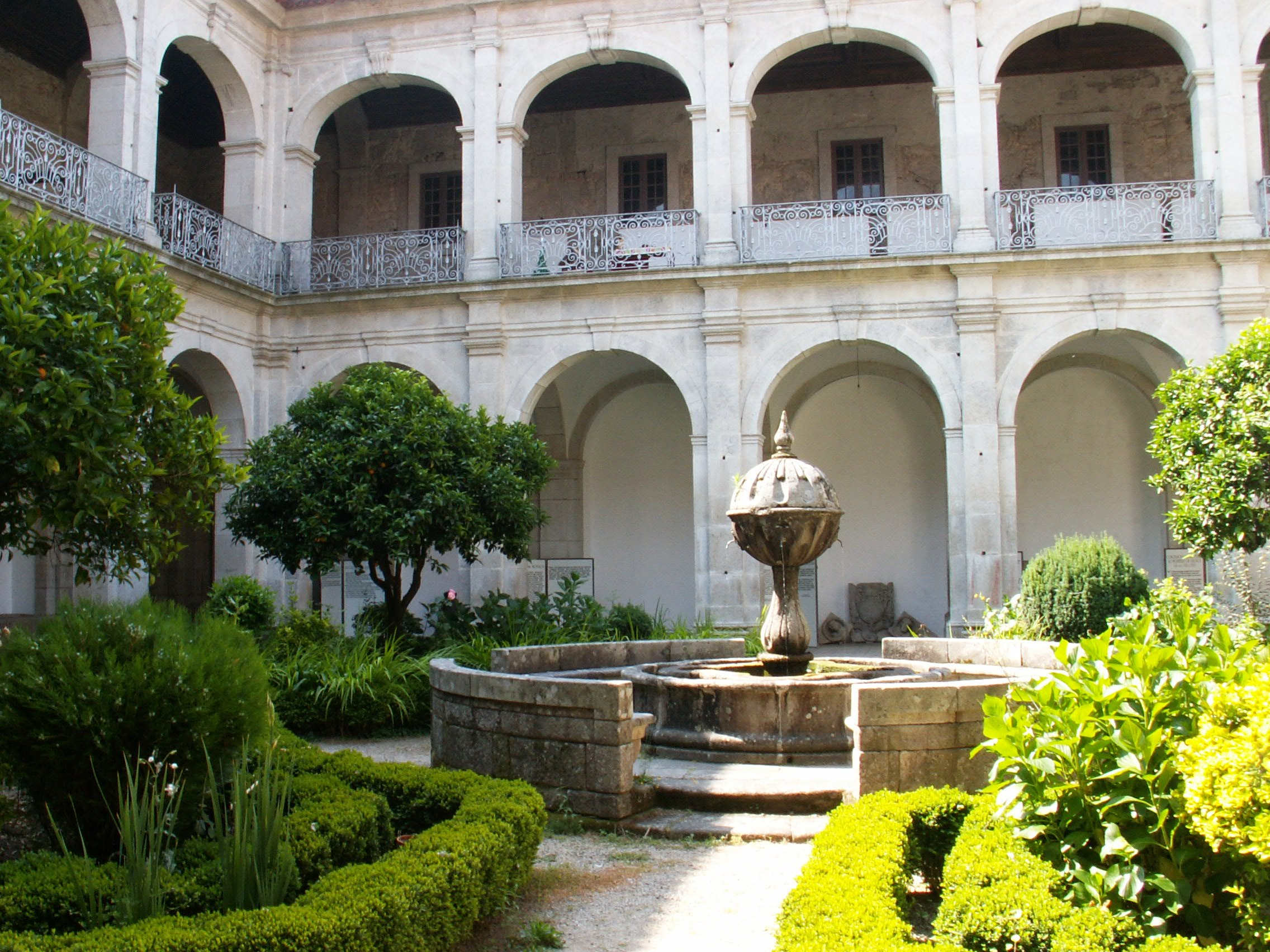
Claustro do Mosteiro de Arouca, cenóbio onde Dórdia passou grande parte da sua vida, pelo menos entre cerca de 1250 e a sua morte, em 1269.

Dórdia Gil de Soverosa (c.1230 - c.1269), foi uma rica-dona portuguesa dos meados do século XIII. Com a partida de vários membros da sua família para o Reino de Castela, na sequência do apoio dado a Sancho II de Portugal contra o irmão, o conde Afonso de Bolonha, Dórdia foi uma das poucas que permaneceu em Portugal, sendo uma das principais gestoras do património familiar sito em território português. 

## Primeiros anos
Nascida possivelmente por volta de 1230, Dórdia era filha de Gil Vasques de Soverosa e da sua terceira esposa Maria Gonçalves Girão, sendo assim meia-irmã do importante rico-homem e valido  de Sancho II de Portugal, Martim Gil de Soverosa, e também do trovador Vasco Gil de Soverosa. 
O papel dos Soverosas começa a ganhar especial relevância precisamente entre as décadas de 30 e 40, quando Martim Gil começou a deter uma grande influência na cúria. Tendo em conta que o meio-irmão fora o braço-direito de Sancho II de Portugal, toda a família liga assim o seu destino ao partido do monarca, tornando-se numa das famílias que se opuseram ao partido do conde Afonso de Bolonha. Em dezembro de 1247, Dórdia participa na doação que Martim Gil faz, com todos os seus irmãos, com exceção de Fernão e Guiomar Gil, de bens paternos, sitos em Amarante, a Gonçalo Gil, seu irmão.

## Exílio
O conde de Bolonha declarou-se vencedor do conflito em 1247, e Sancho havia sido deposto por uma bula do Papa Inocêncio IV, sai definitivamente de Portugal e refugia-se em Toledo, Reino de Castela, onde falece no ano seguinte. Os irmãos de Dórdia, Martim, Vasco, Manrique e João Gil, acompanham, assim, o deposto monarca para o exílio em Castela. Aí, participaram na tomada de Sevilha de 1248, junto a muitos outros aristocratas (de entre os quais vários portugueses).
Dórdia foi talvez a única, ou das poucas que se manteve em Portugal depois do êxodo dos Soverosas para o reino vizinho. Temendo possíveis represálias contra si, dada a família a que pertencia, encontrou refúgio no Mosteiro de Arouca, assim como Guiomar Gil de Riba de Vizela, irmã de Constança Gil de Riba de Vizela, por sua vez cunhada de Dórdia. Aquele mosteiro havia sido reformado pela infanta Mafalda e tornara-se um centro de refúgio para donas que procuravam a vida contemplativa. Além disso, Dórdia poderia contar com o apoio da abadessa, Mor Martins de Riba de Vizela, que era prima de Gil Martins de Riba de Vizela e pai da sua cunhada.

### O impacto trovadoresco da clausura
A entrada de Dórdia e Guiomar no mosteiro de Arouca provocou viva indignação do trovador João Garcia de Guilhade, que lamenta a perda de tão belas damas para a vida espiritual. A cantiga, inserida subtilmente no conflito dos anos imediatamente anteriores, pode conter uma ironia disfarçada. De facto, as donzelas pertenciam a famílias que se mantiveram fiéis ao monarca deposto, e o trovador pertencia muito provavelmente ao círculo dos Sousas, uma das principais apoiantes do conde bolonhês. Muito provavelmente tratar-se-á de uma crítica velada às linhagens derrotadas, dando a entender que ambas terão entrado no Mosteiro mais por conveniência familiar do que propriamente por vocação.

### Gestão fundiária
Dórdia tornou-se monja, mas nunca ganhou nenhum cargo relevante naquele mosteiro. Contudo, foi a partir dali que geriu o grande património de acordo com os interesses familiares: geriu também património galego, como atesta uma doação que fez ao Mosteiro galego de São Pedro de Pedroso, por alma da sua mãe, em data posterior a 1257, e ainda o escambo que faz, entre 1266 e 1268, com Martim Afonso de Leão, filho da sua meia-irmã Teresa Gil de Soverosa, de bens nas terras galegas de Atay, Trastámara e Ponferrada, apoiando assim a política do seu sobrinho que tentava libertar-se do património materno em Portugal, e unificar as posses galegas da família. Em fevereiro de 1268, amplia a doação, provavelmente a pedido da abadessa
Além disso, e também em consonância com o procedimento familiar, fez doação dos bens herdados do seu pai, em Ribelas e Sobrosa, à Ordem do Hospital, na casa da ordem em Leça do Balio.

## Morte e posteridade
Dórdia havia doado, pouco antes de falecer, ao Mosteiro de Arouca todos os herdamentos que detinha em Lisboa, Évora e Santarém. É muito provável que esta monja falecesse em 1269, e antes do final do ano, pois esse mês de dezembro, Mor Martins faz referência à sua parente:
| “ | ...doña Dordia Gil filha de D. Gil Vaasquiz, nossa mongya est pasada | ” |

É nesse momento que se referem também os bens doados pela falecida ao Mosteiro, e que a abadessa requer às referidas vilas a entrega dos bens dispostos pela parente. Contudo, parecem ter ocorrido problemas nestas entregas, pois só em 1287 é que Martim Anes de Soverosa entrega à Abadia as propriedades dispostas pela tia em Santarém, o que leva a pensar que as autoridades desta cidade se terão, num primeiro momento, recusado a entregá-las ao cenóbio.
Ainda em 1281, se resolviam problemas nas suas disposições, pois o executor testamentário de Dórdia pediu à prioresa da Igreja de Chelas sessenta libras, que Dórdia deixara para o Mosteiro de São Domingos de Lisboa. Os bens deixados a este mesmo cenóbio são ainda referidos em 1330, onde Dórdia é referida como filha de Gil Vasques de Sousa. Em 1289 metade os mesmos foram entregues ao sobrinho de Dórdia, Martim Anes de Soverosa, com a condição de entregar as ditas sessenta libras ao mosteiro lisboeta.